# Stanislav Ioudenitch
Stanislav Ioudenitch   (Taixkent, 5 de desembre de 1971) és un pianista nord-americà d'origen uzbek, conegut per guanyar la medalla d'or Nancy Lee i Perry R. Bass a l'onzena competició internacional de piano Van Cliburn el 2001, juntament amb Olga Kern, així com el Premi Memorial Steven De Groote a la millor interpretació de Música de cambra. També ha guanyat els millors premis a les competicions de Busoni, Kapell i Maria Callas, així com a la invitació de Palm Beach de 1998 i la internacional de Nova Orleans del 2000. La seva victòria al concurs Van Cliburn va donar lloc a un debut en recital a l'Aspen Music Festival i a una gira europea, destacada per les aparicions a festivals d'estiu a França, Alemanya, Itàlia i el Regne Unit.

## Joventut i educació
Nascut en una família de músics a Taixkent, Uzbekistan, Ioudenitch va començar a tocar el piano als set anys. Va estudiar a l'Escola de Música Uspensky de Taixkent amb Natalia Vasinkina, a l'Escola de Música Reina Sofía de Madrid amb Dmitri Bashkirov i Galina Eguiazarova, a la International Piano Foundation de Cadenabbia (actual Acadèmia Internacional de Piano Llac de Como) amb Karl Ulrich Schnabel, William Grant Naboré, Murray Perahia, Leon Fleisher, Fou Ts'ong i Rosalyn Tureck, l'Institut de Música de Cleveland amb Sergei Babayan i el Conservatori de Música de l'UMKC amb Robert Weirich.

## Carrera
Ioudenitch ha actuat a tot Europa, els Estats Units i Àsia i ha col·laborat amb una àmplia gamma de directors internacionals com James Conlon, Valery Gergiev, Mikhail Pletnev, Asher Fisch, Vladimir Spivakov, Günther Herbig, Pavel Kogan, James DePreist, Michael Stern, Stefan Sanderling, Carl St. Clair i Justus Franz, i amb orquestres com la Simfònica Nacional de Washington DC, la Filharmònica de Múnic, l'Orquestra Mariinsky, la Filharmònica de Rochester, la Filharmònica Nacional de Rússia, la Fort Worth Symphony i la Kansas City Symphony entre d'altres. També ha actuat amb els quartets de corda Takács, Prazák i Borromeo i és membre fundador del Park Piano Trio a la Park University de Kansas City, Missouri.
Ioudenitch és el pianista més jove mai convidat a impartir classes magistrals a l'Acadèmia Internacional de Piano al llac de Como, on exerceix de vicepresident. Actualment és professor associat de música / piano a la Universitat de Park i professor associat a l'Oberlin Conservatory of Music.

## Premis
- Tercer lloc, Concurs internacional de piano de Busoni (1991)[6]
- Onzè Concurs Internacional de Piano Van Cliburn (2001)[1]
- Co-guanyadora: Nancy Lee i Perry R. Bass Medalla d'Or
- Premi Memorial Steven De Groote a la millor interpretació de música de cambra

## Discografia
- Stanislav Ioudenitch: Gold Medalist, Eleventh Van Cliburn International Piano Competition Harmonia Mundi 	9 October 2001 	HMU 907290